# Peter-Ottmar Grau
Peter-Ottmar Grau (3 de Maio de 1915 - 7 de Outubro de 1994) foi um comandante de U-Boot que serviu na Kriegsmarine durante a Segunda Guerra Mundial.